# Quentin Greenough
Quentin Greenough (Porterville, Kalifornia, 1919. január 13. – Corvallis, Oregon, 2005. augusztus 1.) amerikai amerikaifutball-játékos és -edző.

## Játékosként
Porterville-ben született, majd San Gabrielbe költözött. Az alhambrai középiskolában érettségizett, majd az Oregoni Állami Főiskolán (ma Oregoni Állami Egyetem) az amerikaifutball-csapat centere volt. Egyik legjelentősebb győzelmüket 1941-ben szerezték a Stanford Cardinal ellen. Miután megnyerték a Pacific Coast Conference bajnokságát és kijutottak az 1942-es Rose Bowlra, Greenough elnyerte az All-America elismerést. A várakozásokkal ellentétben a bowlmérkőzést 20–16-ra megnyerték.
Játszott az 1944-es East–West Shrine Game-en, a második világháború idején pedig a partiőrségben szolgált.

## Edzői pályafutása, családja
1946 és 1948 között az Oregon State Beaversnél Lon Stiner helyettese volt. Később feleségül vette Rae Ardis DeMosst és Corvallisben építőipari vállalkozást alapított.
1981-ben az Oregon Sports Hall of Fame, 1991-ben pedig az Oregoni Állami Egyetem dicsőségcsarnokának tagja lett.

## Fordítás
- Ez a szócikk részben vagy egészben  a   Quentin Greenough című angol Wikipédia-szócikk ezen változatának fordításán alapul.  Az eredeti cikk szerkesztőit annak laptörténete sorolja fel. Ez a jelzés csupán a megfogalmazás eredetét és a szerzői jogokat jelzi, nem szolgál a cikkben szereplő információk forrásmegjelöléseként.